# 아르놀트 겔렌
아르놀트 겔렌(Arnold Gehlen, 1904년 1월 29일 ∼ 1976년 1월 30일)은 영향력 있는 보수주의 독일 철학자, 사회학자, 인류학자이다.
아르놀트 겔렌은 1904년 독일 동부의 라이프치히에서 태어났다. 라이프치히대학에서 유기적 철학을 주장한 드리슈(H. Driesch)의 지도 아래 1927년에 박사학위를 취득했으며, 1930년에는 ＜실제적인 정신과 비실제적인 정신(Wirklicher und Unwirklicher Geist)＞이라는 논문으로 교수 자격시험에 합격했다. 1933년에 프랑크푸르트대학교 정교수가 되었고, 이듬해에 라이프치히대학교로 돌아와 드리슈가 정년퇴임한 자리를 이어받았다. 그러나 2차 세계대전 중 나치에 대한 참여와 동조로 전후에 재판을 받았고, 아헨공과대학에서 정년퇴임했다. 겔렌의 주요 관심 분야는 철학적 인간학이고, 이에 대한 그의 기본적인 입장은 ‘인간 생물학’이다.

## 주요 저서
- ≪국가와 철학(Der Staat und die Philosophie)≫(1935)
- ≪인간, 그 본성과 세계에서의 위치(Der Mensch, seine Natur und seine Stellung in der Welt)≫(1940)
- ≪원형적 인간과 후기 문화(Urmensch und Spätkultur)≫(1956)
- ≪인간학적 탐구(Anthropologische Forschung)≫(1961)

## 같이 보기
- 철학적 인간학
- 포스트모더니즘